# Lula (ur. 1942)
Lula, właśc. Luís dos Santos Costa (ur. 16 stycznia 1942 w Maceió) – piłkarz brazylijski, występujący podczas kariery na pozycji bramkarza.

## Kariera klubowa
Lula swoją piłkarską karierę rozpoczął w klubie CSA Maceió w 1960. Z CSA zdobył mistrzostwo stanu Alagoas – Campeonato Alagoano w 1960. W latach 1962–1968 występował w Náutico Recife. Z Náutico sześciokrotnie z rzędu zdobył mistrzostwo stanu Pernambuco – Campeonato Pernambucano w latach 1963–1968 oraz dotarł do finału rozgrywek Taça Brasil w 1967. Ogółem w barwach Timbu rozegrał 369 spotkań. W latach 1968–1970 był zawodnikiem Corinthians Paulista. W latach 1970–1971 występował w Sporcie Recife.
Ostatnim klubem w karierze Luli było ponownie Náutico. W Náutico 16 września 1972 w przegranym 0-1 meczu z Fluminense FC zadebiutował w lidze brazylijskiej. Również barwach Náutico 5 listopada 1972 w przegranym 0-6 meczu z São Paulo FC Lula po raz ostatni wystąpił w lidze. Ogółem rozegrał w lidze 15 spotkań.

## Kariera reprezentacyjna
Jedyny raz w reprezentacji Brazylii Lula wystąpił 24 sierpnia 1969 w wygranym 6-0 meczu z reprezentacją Wenezueli w eliminacjach Mistrzostw Świata 1970.